# Arnside
Koordinaten: 54° 12′ N, 2° 50′ W

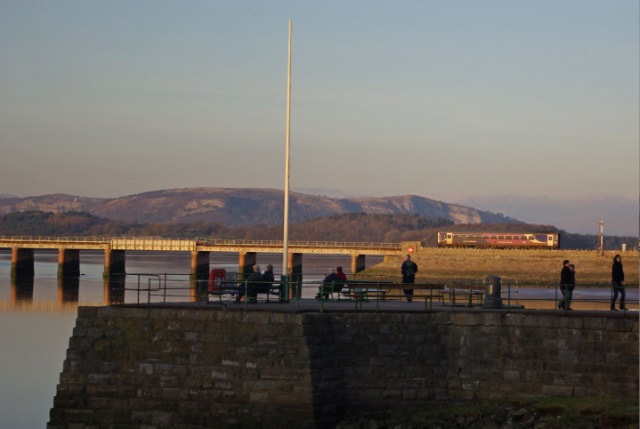
Arnside Pier und Arnside Viaduct

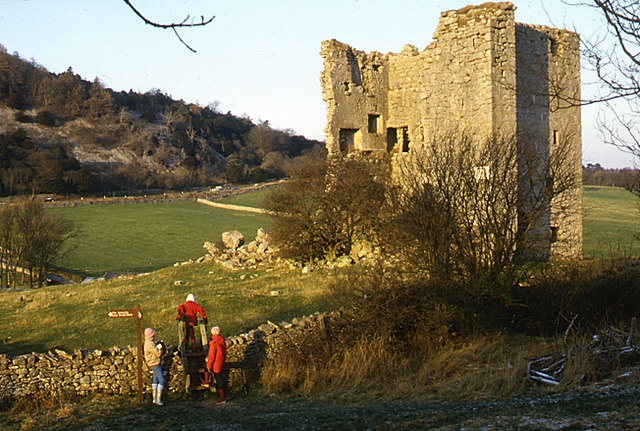
Arnside Tower

Arnside ist ein Ort und eine Civil parish in Cumbria, England mit 2301 Einwohnern (2001). Der Ort liegt an der Mündung des River Kent im nordöstlichen Winkel der Morecambe Bay innerhalb der Arnside and Silverdale Area of Outstanding Natural Beauty.
Der Ort liegt an der Furness Line der Eisenbahn von Lancaster nach Barrow-in-Furness, die bei Arnside den River Kent auf einem Viadukt überquert. Durch den Bau des Viadukts versandete der Hafen von Arnside.
Am südlichen Rand des Ortes nahe dem Arnside Knott, einem kleinen Berg, der den Ort überblickt, steht der Arnside Tower. Der Arnside Tower wurde wahrscheinlich im 15. Jahrhundert als ein befestigter Wohnturm (Peel Tower) gebaut und ist heute ein Grade II geschütztes Denkmal.

## Persönlichkeiten
- John Braithwaite (1925–2015), Sportschütze
- Rosemary Grant (* 1936), Evolutionsbiologin